# Thomasomys salazari
Thomasomys salazari — вид ссавців гризунів родини Cricetidae. Він є ендеміком східних передгір'їв Анд в еквадорських провінціях Чімборасо та Морона-Сантьяго, де живе на висоті від 2576 до 3671 м над рівнем моря. Його довжина від голови до крижа становить 110 мм, а хвіст на 40% довший. Свою специфічну назву обрали на честь болівійсько-американського теріолога Хорхе Салазара-Браво.